# Harold Robbins
Harold Robbins (New York, New York, 21. svibnja 1916. – Palm Springs, Kalifornija, 14. listopada 1997.) je bio američki književnik.
Autor popularnih romana koji tematiziraju svijet  novca i borbe za moć, a pisani su pojednostavljenim stilom, prihvatljivim najširoj publici. Na njegov senzacionalistički stil utjecao je i rad u filmskim studijima. Objavio je mnoga poznata djela, a neka od njih su "Park avenija 79", "Lovci u mutnom", "Avanturisti", "Baštinici", itd.

## Životopis
Rodio se kao Harold Rubin u New Yorku, u obitelji rusko-poljskih useljenika.Odgojili su ga otac ljekarnik i pomajka iz Brooklyna. Njegove tvrdnje da je židovsko siroče odraslo u katoličkom domu za dječake, nisu istinite, kao ni tvrdnja da mu je prva supruga bila kineska plesačica koja je umrla od ugriza papige.
Prvi milijun dolara zaradio je u 20. godini prodavajući šećer na veliko.
No, izgubio ga je kada je počeo Drugi svjetski rat.
Prvi roman objavio je 1948. godine. Djelo pod nazivom "Nikad ne voli stranca" izdavač Pat Knoft navodno je kupio jer je to bila prva knjiga koja na jednoj stranici ima suze, a na drugoj je moguća erekcija.
Neki od njegovih romana su i ekranizirani, a u filmovima su glumili mnogi, među njima i Elvis Presley.
Objavio je 34 romana, koji su prevedeni na 32 jezika i prodani u 750 milijuna primjeraka. Postao je najprodavaniji
popularni romansijer svih vremena.
Ženio se pet puta.
Od 1982. morao je koristiti invalidska kolica jer mu je kuk zadavao probleme, ali je nastavio pisati.
Seks je također jedna tema koja je opisana u njegovim djelima pa je Henry Miller zasigurno u njemu dobio jednog od nasljednika.
Umro je od zastoja srca u 81. godini. Pokopan je u Palm Springsu, Kalifornija.Mnogo novaca i druge imovine koje je zaradio pisanjem, istopilo se brzo; "pojeli" su ga alimentacija, troškovi liječenja i još niz drugih problema. 

## Djela
| Djelo                       | Izdavač | Grad tiskanja           | Godina tiskanja |
| --------------------------- | ------- | ----------------------- | --------------- |
| Avanturisti                 | Znanje  | Zagreb                  | 1972.           |
| Ne zaljubljuj se u neznanca | Znanje  | Zagreb                  | 1979.           |
| Trgovci snovima             | Znanje  | Drugi red, treći stupac | 1972.           |
| Trgovci snovima             | Znanje  | Zagreb                  | 1996.           |
| Otokar Keršovani            | Znanje  | Rijeka                  | 1972.           |
| As                          | Extrade | Rijeka                  | 1996.           |
| Betsy                       |         |                         |                 |
| Pirane                      |         |                         |                 |
| Kamen za Dannyja Fishera    |         |                         |                 |
| Magnat                      |         |                         |                 |
| Nikad me ne ostavljaj       |         |                         |                 |
| Opčinitelj                  |         |                         |                 |
| Silazak s Xanadua           |         |                         |                 |
| Park avenija 79             |         |                         |                 |